# Bradycneme
Bradycneme (що означає «важка нога») — рід тероподових динозаврів із формації Санпетру верхньої крейди маастрихтського періоду басейну Хацег, Трансільванія, Румунія. Рід містить єдиний вид, Bradycneme draculae, відомий лише з часткової правої гомілки (зразок BMNH A1588), який, на думку перших описувачів, походив від гігантської сови.
Згідно з останніми оцінками, Bradycneme і Heptasteornis були однаковими й, швидше за все, базальними членами Tetanurae в одному дослідженні, але Даррен Нейш не дотримувався синонімії та виявив, що Heptasteornis був альваресзавридом, класифікуючи Bradycneme як невизначеного маніраптора. У класифікації 2011 року Том Хольц відніс Bradycneme до Alvarezsauridae разом із Heptasteornis.